# Kasper Holten
 Der er flere personer med dette navn, se Kasper Holten (billedhugger).
Kasper Holten (født 29. marts 1973 i København) er dansk teaterchef og sceneinstruktør. Siden 2018 har han været teaterchef på Det Kongelige Teater. Tidligere har han været operachef på Det Kongelige Teater (2000-2011) og på Royal Opera House, Covent Garden Operaen i London (2011-2017). Han var fra 2002 til 2008 gift med Kamilla Bech Holten og er siden 2017 gift med koreografen Signe Fabricius.

## Karriere
Han er søn af cand.polit. Henning Holten og senere nationalbankdirektør, cand.polit. Bodil Nyboe Andersen og bror til kunsthistoriker Johan Holten.
Han har opsat mere end 80 operaer, skuespil og musicals i Danmark, Norge, Sverige, Italien, Frankrig, Rusland, USA, Island, England, Finland, Island, Østrig, Spanien, Australien, Argentina, Japan, Kina, Ungarn, Tyskland og Letland. I årene 2003-2006 var han instruktør på den første opsætning af Richard Wagners Nibelungens Ring siden 1912 på Det Kongelige Teater. Opsætningen var blandt de første, der blev skabt til det nye operahus, der åbnede i 2005. 
Kasper Holten har været chef for Aarhus Sommeropera og medlem af Statens Musikråd. I 2006 blev han udnævnt til adjungeret professor ved Copenhagen Business School og han har været medlem af Radio- og TV-nævnet, museumsrådet for Statens Museum for Kunst, næstformand i Opera Europa og bestyrelsesformand for Dansk Danseteater. 
Hans debutfilm, JUAN  er en moderne engelsksproget biograf-version af Mozarts opera Don Giovanni. Den havde premiere 8. oktober 2010 i Pusan og Hamburg og blev en succes også i de danske biografer (fra 7. april 2011).
Han har udgivet bøgerne Forførelsen om ledelse og En lille bog om opera.

## Hæder
Han er Ridder af Dannebrog og medlem i repræsentantskabet for Foreningen af 1888 til understøttelse af Dannebrogsridderes efterladte. I 2011 modtog han Ingenio et arti. Som opera- og teaterinstruktør har han vundet flere Reumert-priser, senest i 2019. Han modtog i 2019 de danske teaterjournalisters instruktørpris Teaterkatten for sin opsætning af Amadeus på Det Kongelige Teater. Han har desuden modtaget et kommandørkors af Rumænien.

## Væsentlige opsætninger

### Operaer
- Wagner: Tannhäuser (Det Kongelige Teater, 2009)
- Mozart: Le nozze di Figaro (Theater an der Wien, 2007)
- Wagner: Nibelungens Ring (Det Kongelige Teater, 2003-2006, Reumert 2006)
- Ligeti: Le Grand Macabre (Det Kongelige Teater, 2001)

### Skuespil
- Euripides: Ifigenia i Aulis (Det Kongelige Teater, 2008)
- Ivanhoe (Dyrehaven, 2003)
- Hamlet (Aalborg Teater, 2001, Reumert 2001)
- Amadeus (Det Kongelige Teater, 2019)

### Musical
- My Fair Lady (Det Kongelige Teater, 2010)
- The Book of Mormon (Det Ny Teater, 2018)

### DVD
- The Copenhagen Ring, Wagners Nibelungens Ring i ny opsætning, 2008[1]